# Francesc d'Assís Casademont i Pou
Francesc d'Assís Casademont i Pou (Barcelona, 14 de novembre de 1923 - Girona, 10 d'agost de 2007) va ser un pintor català, que signava les seves obres com Casademont le Vieux.

## Biografia
Fill de Francesc Casademont i Vilà (+1946) i de Teresa Pou i Figarola. La seva família era originària de Figueres. Va estudiar enginyeria industrial i belles arts a l'Escola de la Llotja i es relacionà amb el Cercle Maillol (Joaquim Mir, Claude Collet i Josep Maria Sucre). Durant uns anys va treballar en l'empresa del seu pare, tot que també es dedicava a l'art, principalment al gravat i il·lustracions per a llibres de bibliòfil. L'any 1961 li van proposar que organitzés el departament d'art de l'escola Viaró de Sant Cugat per promoure l'educació artística dels alumnes i va decidir deixar el negoci familiar. Al mateix temps va dedicar-se a la pintura i el 1967 va fer la primera exposició com a pintor professional a la sala d'art La Pinacoteca, de Barcelona. Va optar per la pintura figurativa. Un dels alumnes que va tenir a Viaró va ser el pintor Sergi Barnils.
En la necrològica que Josep Bracons va escriure per al butlletí de la Reial Acadèmia Catalana de Belles Arts de Sant Jordi, va descriure així l'art de Casademont:
| «                      | El seu art es fonamenta en la realitat visible i configura un estil personal, cada vegada més impregnat de romanticisme i de melangia, que va trobar arreu del món un públic addicte. El seu gran tema foren les evocacions paisatgístiques, inicialment protagonitzades per les estructures arquitectòniques i més endavant per les perspectives àmplies de l’Empordà, de les Illes o d'altres indrets de la Mediterrània, que definiren el seu estil pictòric de maduresa. Pintura tonal i vaporosa, suau en les formes i en la manera de modular de les gammes cromàtiques, amb un clar predomini de les entonacions rosàcies o violàcies. | » |
| — Josep Bracons Clapés | |   |

Casademont va casar-se amb Mariàngels Mercader. Vivia i tenia l'estudi a la finca La Bruguera de Púbol, a la Pera, al Baix Empordà, enmig d'un paisatge que ell estimava molt i on reposen les seves restes. Va morir el 10 d'agost de 2007, als vuitanta-tres anys.

## Reconeixements
El 1951 va obtenir el primer premi de La Rosa Vera pels seus gravats. El 1994 va rebre la Creu de Sant Jordi i va ser elegit membre de la Reial Acadèmia Catalana de Belles Arts de Sant Jordi.